# خیمی مولینا
خیمی مولینا (انگلیسی: Jaime Molina؛ زادهٔ ۱۵ مارس ۱۹۶۹) بازیکن فوتبال اهل اسپانیا است.
از باشگاه‌هایی که در آن بازی کرده‌است می‌توان به باشگاه فوتبال اسپانیول، باشگاه فوتبال لاس پالماس، و باشگاه فوتبال نومانسیا اشاره کرد.